# Ребуция
Ребуция (лат. Rebutia) — род кактусов, включающий в себя до 41 вида. Ареал — Боливия, Перу и Аргентина. Род назван в честь Пьера Ребю, французского кактусиста.

## Таксономия
В род Rebutia могут включаться виды, в соответствии с классификацией Баккеберга принадлежащие к отдельным родам:
- Cintia Kníže & Říha — Синтия

## Синонимы
- Aylostera Speg.
- Bridgesia Backeb.
- Cylindrorebutia Fric & Kreuz.
- Digitorebutia Fric & Kreuz.
- Echinorebutia Fric (nom. inval.)
- Eurebutia Fric (nom. inval.)
- Gymnantha Y.Itô
- Mediolobivia Backeb.
- Mediorebutia Fric (nom. inval.)
- Neogymnantha Y.Itô
- Reicheocactus Backeb.
- Setirebutia Fric & Kreuz. (nom. inval.)
- Spegazzinia Backeb.
- Sulcorebutia Backeb.
- Weingartia Werderm.

## Виды
По информации базы данных The Plant List, род включает 22 вида:
- Rebutia albopectinata Rausch
- Rebutia atrovirens (Backeb.) Sida
- Rebutia borealis Diers & Krahn
- Rebutia brunescens Rausch
- Rebutia cintia Hjertson
- Rebutia costata Werderm.
- Rebutia deminuta (F.A.C.Weber) Britton & Rose
- Rebutia fidaiana (Backeb.) D.R.Hunt
- Rebutia fiebrigii (Gürke) Britton & Rose
- Rebutia flavistyla F.Ritter
- Rebutia fulviseta F.Ritter
- Rebutia heliosa Rausch
- Rebutia huasiensis Rausch
- Rebutia margarethae Rausch
- Rebutia marsoneri Werderm.
- Rebutia minuscula K.Schum.
- Rebutia muscula F.Ritter & K.R.Thiele
- Rebutia perplexa Donald
- Rebutia pulvinosa F.Ritter & Buining
- Rebutia ritteri (Wessner) Buining & Donald
- Rebutia simoniana Rausch
- Rebutia steinmannii (Solms) Britton & Rose

## В культуре
Большинство ребуций, а также растения, ранее описывавшиеся в составе родов Aylostera и Mediolobivia, благодаря неприхотливости, малому размеру и лёгкости цветения являются очень популярными комнатными растениями. Горные виды, ранее принадлежавшие к родам Reicheocactus, Weingartia и Sulcorebutia, более трудны в комнатной культуре. Летом Ребуции можно прикопать в горшках в саду, но следует следить за уровнем инсоляции, чтобы не допускать солнечных ожогов. Ребуции могут долго существовать без пересадки в довольно бедном субстрате.